# Goa bitar 7
Goa bitar 7 är ett studioalbum från 1978 av det svenska dansbandet Jigs .

## Låtar
1. "Skateboard" ("Run, Run, Run")
2. "Daddy Cool" ("Daddy Cool")
3. "Swinging on a Star"
4. "Låt mej lära känna dej"
5. "Du och jag" ("Ti Amo")
6. "Donna" ("Donna")
7. "Sandy" ("Sandy")
8. "Ge mej din morgon, Marie"
9. "I've Got a Lovely Bunch of Coconuts"
10. "Om du går nu" ("It's a Heartache")
11. "Nyanser"
12. "Young World"
13. "Kom i min famn"
14. "Den stora dagen"
15. "Det har du rätt i"

## Listplaceringar
| Lista (1978) | Topplacering |
| ------------ | ------------ |
| Sverige      | 19           |

### Fotnoter
1. ↑  Information i Svensk mediedatabas.
2. ↑  ”Jiggs – Goa bitar 7” (på engelska). swedishcharts.com. Hung Medien. http://www.swedishcharts.com/showitem.asp?interpret=Jigs&titel=Gobitar+7&cat=a.